# زانکت مارگارتن ایم لونگو
زانکت مارگارتن ایم لونگو (به آلمانی: Sankt Margarethen im Lungau) یک منطقهٔ مسکونی در اتریش است که در ناحیه تامسوگ واقع شده‌است. زانکت مارگارتن ایم لونگو ۲۴٫۴۷ کیلومتر مربع مساحت دارد ۱٬۰۶۵ متر بالاتر از سطح دریا واقع شده‌است.